# Dieter-Jürgen Mehlhorn
Dieter-Jürgen Mehlhorn (* 1. Juni 1942 in Leipzig; † 25. Oktober 2022 in Kiel) war ein deutscher Architekt, Stadtplaner und Architektur- und Stadtbauhistoriker. Er wirkte außerdem als Hochschullehrer.

## Leben und Wirken
Dieter-Jürgen Mehlhorn studierte Architektur und Städtebau an der Technischen Universität Braunschweig, der Technischen Hochschule Darmstadt und der Universität Complutense Madrid. 1979 promovierte er an der Technischen Universität Hannover zum Dr.-Ing. mit einer Arbeit aus dem Bereich Städtebau. Anschließend arbeitete er als Architekt in verschiedenen Architekturbüros und im Auftrag von Kommunen auf dem Gebiet von Stadtplanung, Stadtgestaltung und Beteiligungsverfahren, vor allem in Schleswig-Holstein. Von 1984 bis 2007 hatte Mehlhorn eine Professur für Städtebau und Stadtplanung an der Fachhochschule Kiel (Fachbereich Bauwesen in Eckernförde) inne; dort leitete er das Institut für Städtebau und Verkehrswesen. Von 1990 bis 1993 war er Prorektor dieser Fachhochschule. Nach dem Eintritt in den Ruhestand wirkte er als Lehrbeauftragter für Stadtbaugeschichte an der Technischen Hochschule Lübeck.
In mehreren, z. T. umfangreichen Buchpublikationen und Aufsätzen in Fachzeitschriften widmete sich Mehlhorn vor allem der Architekturgeschichte der Stadt Kiel und des Landes Schleswig-Holstein, aber auch Deutschlands.

## Schriften (Auswahl)
- Funktion und Bedeutung von Sichtbeziehungen zu baulichen Determinanten im Bild der deutschen Stadt. Ein Beitrag zur politischen Ikonographie des Städtebaus. Rita G. Fischer, Frankfurt am Main 1979, ISBN 3-88323-079-0. (Dissertation)
- Altstadtsanierung. Zum Beispiel Hornburg. In: Die alte Stadt, 11. Jahrgang 1984, S. 355–371.
- Stadterhaltung als städtebauliche Aufgabe. Grundlage und Sicherung der Erhaltungsziele durch historisch-genetische Siedlungsanalyse und  Bauleitplanung gem. BauGB. Werner-Verlag, Düsseldorf 1988, ISBN 3-8041-2689-8.
- Das baskische Bauernhaus. Lebensweise, Siedlung und Haus des Bauern im spanischen Teil des Baskenlandes. Werner-Verlag, Düsseldorf 1988, ISBN 3-8041-2690-1.
- Zeichnen für Stadtplaner. Grafische Gestaltung städtebaulicher Karten, Pläne und Berichte. Werner-Verlag, Düsseldorf 1991, ISBN 3-8041-2695-2. / 2. überarbeitete Auflage 1994, ISBN 3-8041-2758-4.
- (mit Martin Becker): Siedlungen der 20er Jahre in Schleswig-Holstein. Ergebnisse der Forschungsarbeit an der Fachhochschule Kiel – Fachbereich Bauwesen in Eckernförde – Institut für Städtebau und Sozialplanung. Boyens, Heide 1992, ISBN 3-8042-0579-8.
- (als Herausgeber): Spaniens Städte. Kleine Geschichte des Städtebaus in Spanien von den Anfängen bis zum 20. Jahrhundert. Dortmunder Vertrieb für Bau- und Planungsliteratur, Dortmund 1996, ISBN 3-929797-19-4.
- Architekturführer Kiel. Reimer, Berlin 1997, ISBN 3-496-01165-3.
- (mit Marita Tiedemann): Grundrissatlas Wohnungsbau spezial. Lösungen und Projektbeispiele für schwierige Grundstücke, besondere Lagen, Erweiterung, Umnutzung, Aufstockung. Bauwerk-Verlag, Berlin 2000, ISBN 3-934369-18-9. / 2. umfangreich erweiterte und überarbeitete Auflage 2009, ISBN 978-3-410-21648-3.
- Klöster in Schleswig-Holstein. Itzehoe, Preetz, Schleswig, Uetersen. (= Kleine Schleswig-Holstein-Bücher, Band 55.) Boyens, Heide 2004, ISBN 3-8042-1145-3.
- Klöster und Stifte in Schleswig-Holstein. 1200 Jahre Geschichte, Architektur und Kunst. Ludwig, Kiel 2007, ISBN 978-3-937719-47-4.
- Wohnungsbau in den 1950er Jahren. Architektur und Städtebau auf dem Weg in die Moderne. In: Hermann Heidrich (Hrsg.): Fremdes Zuhause. Flüchtlinge und Vertriebene in Schleswig-Holstein nach 1945. (= Zeit + Geschichte, Band 13.) Wachholtz, Neumünster 2009, ISBN 978-3-529-02800-7, S. 69–83.
- Städtebau zwischen Feuersbrunst und Denkmalschutz. Erhaltung, Veränderung, Bewahrung. Reimer, Berlin 2012, ISBN 978-3-496-01460-7.
- Stadtbaugeschichte Deutschlands. Reimer, Berlin 2012, ISBN 978-3-496-01461-4.
- Architektur in Schleswig-Holstein vom Mittelalter bis zur Gegenwart. Wachholtz, Kiel / Hamburg 2016, ISBN 978-3-529-02880-9.
- Architekturführer Schleswig-Holstein. DOM publishers, Berlin 2020, ISBN 978-3-86922-658-3.
- Kiel Architektur 1990–2020+. Ludwig, Kiel 2021, ISBN 978-3-86935-407-1.